# Моловка
Моловка — деревня в Кораблинском районе Рязанской области. Входит в состав Бобровинского сельского поселения.

## Географическое положение
Моловка находится в северо-западной части Кораблинского района, в 10 км к северо-западу от райцентра.

## История
Дата первого упоминания деревни неизвестна. На Специальной карте Западной части Российской Империи 1826-1840 в месте расположения деревни указано селение с искажённым названием Мольвина. На карте Менде 1850 года деревня упоминается как Моловка.

## Население
| 2010 |
| ---- |
| 170  |

## Хозяйство
Филиал «Кораблино-Агро» ООО «Липецкая АгроПромышленная компания»
Специализация: растениеводство.

## Природа
Протекает река Молва.

## Инфраструктура
Дорожная сеть
В 1 км восточнее Моловки проходит автомобильная дорога соединяющая Новомичуринск и Кораблино, от которой отходит асфальтированное ответвление.
Уличная сеть
В деревне три улицы:
- Улица Старожиловская
- Улица Звёздная
- Улица Новая

Транспорт
Связь с райцентром осуществляется пригородным маршрутом «Кораблино-Моловка».